# Йохан Парицида
Йохан Швабски (на немски: Johann von Schwaben; * 1290; † вер. на 13 декември 1313, Пиза), наричан Парицида (на латински: Parricida – „убиец на баща“ или „роднински убиец“), от род Хабсбурги, е 1290 – 1308 г. херцог на Швабия, херцог в Австрия и Щирия и племенник и убиец на Албрехт I Хабсбургски (от 1298 г. римско-немски крал на Германия).

## Живот
Той е единствен син на австрийския херцог Рудолф II от Швабия (* юли 1271; † 10 май 1290, Прага) и на бохемската кралска дъщеря Агнес (1269 – 1296), дъщеря на Отокар II (крал на Бохемия). По баща е внук на римско-немския крал Рудолф I.
Роден е малко преди и след смъртта на баща му. От 1291 г. той живее вероятно с майка си в хабсбургска Швейцария, вероятно най-често в Бруг на Аар. През 1281 г. негов опекун е фрайхер Конрад фон Дегенфелд. След смъртта на майка му на 17 май 1296 г. Йохан иска от 1306 г. от чичо си, крал Албрехт I, да му даде неговото бащино и майчино наследство, което Албрехт I управлява като негов опекун. Понеже Албрехт отказва да му даде наследството и му се подиграва като го нарича затова hertzog anlant – херцог без страна – Йохан заговорничи заедно с горносаксонските рицари Рудолф фон Варт († 1309), Рудолф от Балм, Валтер фон Ешенбах и Конрад фон Тегерфелд против краля и убива своя чичо на 1 май 1308 г. при Виндиш на река Ройс, днес в Швейцария. Албрехт бил на път за замъка си при жена си, атентаторите го изчакали, неговият племенник Йохан отива на кон при него и му разцепва черепа близо до неговия замък. Йохан и другите заговорници бягат. Следващата година, през септември 1309 г., новият крал Хайнрих VII Люксембургски ги осъжда в Шпайер и конфискува тяхната собственост.
Йохан изчезва след 1308 г., понеже отива в Италия и там през 1312 или 1313 г. умира като монах в Пиза. Разказва се, че през годината на смъртта си в Пиза той моли Хайнрих VII за милост и прошка.

## Литературни обработки
Фридрих Шилер взема случилото се в своята драма за Вилхелм Тел от 1804 г.

## Исторически романи
- C. F. Mandien: Die Kaisermörder. Historisch-romantisches Gemälde aus dem Anfange des 14. Jahrhunderts. – Quedlinburg: Basse, 1826
- Heinrich August Müller: Johann von Schwaben, oder die Ermordung des Kaisers Albrecht. Historisch-romantisches Gemälde aus dem dreizehnten und vierzehnten Jahrhundert. – Quedlinburg und Leipzig: Basse, 1829
- Thomas Bornhauser: Herzog Johann oder Königsmord und Blutrache. – St. Gallen: Kälin, 1844

## Исторически драми
- August Gottlieb Meißner: Johann von Schwaben. Ein Schauspiel. – Leipzig 1780
- Wilhelm Ferdinand Zernecke: Johann von Schwaben. Trauerspiel in fünf Akten. – Berlin 1830
- Rudolf Neumeister: Johann von Schwaben. Trauerspiel in 5 Akten. – Leipzig 1841
- Moritz Blanckarts: Johann von Schwaben. Historisches Schauspiel in 5 Aufzügen. – Dresden: Meinhold, 1863
- Julius Grosse: Johann von Schwaben. Trauerspiel in fünf Aufzügen. – Leipzig: Weber 1870